# Farman HF.6
El Farman HF.6 va ser un avió de reconeixement construït a França poc abans de la Primera Guerra Mundial.
El Farman HF.6 es convertiria més tard en el Farman HF.14 més avançat, que es diferenciava de l'anterior per tenir un estabilitzador horitzontal més aerodinàmic i un timó oval.

## Especificacions
| Característiques generals |
| --- |
| - Tripulació: 2 (pilot i observador) - Longitud: 9,00 m - Envergadura: 11,00 m - Superfície de l'ala: 21 m2 - Pes en buit: 350 kg - Pes màxim a l'enlairament: 550 kg - Planta motriu: 1 × motor Gnome de 7 cilindres refrigerat per aire, 37 kW (50 CV) - Hèlixs: Hèlix impulsor de fusta de pas fix de 2 pales |
| Rendiment |
| - Velocitat màxima: 90 km/h - Interval: 315 km - Càrrega alar: 26,1 kg/m2 - Potència/massa: 0,09 CV/kg |
| Font: Hydroretro. |